# 拉乌尔·贝拉诺瓦
拉乌尔·贝拉诺瓦（義大利語：Raoul Bellanova，2000年5月17日—），意大利职业足球运动员，司职右后卫、右翼卫，效力于意甲俱乐部亞特蘭大和意大利國家足球隊。

## 俱乐部生涯
2019年7月，贝拉诺瓦加入法甲俱乐部波尔多。2019年8月10日，贝拉诺瓦首次参加成年足球比赛，在对阵昂熱的2019–20年法甲揭幕战中首发登场。
2020年1月30日，贝拉诺瓦被租借到亞特蘭大一年半，可买断。同年7月14日，首次参加意甲联赛，帮助球队6比2大胜布雷西亚。9月24日，被亚特兰大租借到意乙俱乐部佩斯卡拉。
2021年8月31日，获租借到卡利亚里，附带买断条款。
2022年5月31日，卡利亚里动用卖断权，正式签下贝拉诺瓦。7月6日，国际米兰宣布签下贝拉诺瓦，贝拉诺瓦将代表国米出战2022–23赛季意甲联赛。
2023年7月1日，卡利亚里被拖連奴签下。

## 国家队生涯
2017年10月，贝拉诺瓦代表義大利U19参加歐洲U-19足球錦標賽资格赛。同年10月4日，贝拉诺瓦在对阵摩尔多瓦的比赛中出场，帮助球队4比0大胜对手。
2018年11月，贝拉诺瓦代表義大利U20参加对阵德国的比赛。
2024年3月23日，贝拉诺瓦入选意大利国家队对阵厄瓜多尔热身赛的名单。6月6日，入选意大利参加2024年歐洲足球錦標賽的最终名单。

## 比赛风格
贝拉诺瓦是体型强壮、速度快、进攻意识强的右后卫，具有良好的防守定位及比赛阅读能力。他可以胜任右后卫或右翼卫等常规位置，也可以在三人或四人防守的阵型中担任中后卫，或是在3–5–2阵型中担任边中场。

## 生涯统计

### 俱乐部
最後更新：2024年5月26日
| 俱乐部           | 赛季     | 联赛     | 联赛 | 联赛 | 杯赛 | 杯赛 | 欧战 | 欧战 | 总计 | 总计 |
| 俱乐部           | 赛季     | 组别     | 出场 | 进球 | 出场 | 进球 | 出场 | 进球 | 出场 | 进球 |
| ---------------- | -------- | -------- | ---- | ---- | ---- | ---- | ---- | ---- | ---- | ---- |
| 波尔多           | 2019–20  | 法甲     | 1    | 0    | 0    | 0    | —    | —    | 1    | 0    |
| 亚特兰大（租借） | 2019–20  | 意甲     | 1    | 0    | 0    | 0    | 0    | 0    | 1    | 0    |
| 佩斯卡拉（租借） | 2020–21  | 意乙     | 30   | 0    | 1    | 0    | —    | —    | 31   | 0    |
| 卡利亚里（租借） | 2021–22  | 意甲     | 31   | 1    | 0    | 0    | —    | —    | 31   | 1    |
| 国际米兰（租借） | 2022–23  | 意甲     | 18   | 0    | 1    | 0    | 3    | 0    | 22   | 0    |
| 拖連奴           | 2023–24  | 意甲     | 37   | 1    | 2    | 0    | —    | —    | 39   | 1    |
| 生涯总计         | 生涯总计 | 生涯总计 | 118  | 2    | 4    | 0    | 3    | 0    | 125  | 2    |

注释
1. ↑  法國盃、意大利盃
2. ↑  欧洲冠军联赛

### 国家队
最後更新：2024年6月9日
| 国家队 | 年份 | 出场 | 进球 |
| ------ | ---- | ---- | ---- |
| 意大利 | 2024 | 2    | 0    |
| 总计   | 总计 | 2    | 0    |

## 荣誉记录
国际米兰
- 意大利盃冠军：2022–23[22]
- 意大利超級盃冠军：2022[23]
- 欧洲冠军联赛亚军：2022–23[24]